# Videografia de BtoB
Página dedicada a lista de videografia do grupo sul-coreano, BtoB.

## DVDs
| Ano  | Título                                  | Informações |
| ---- | --------------------------------------- | --- |
| 2012 | BORN TO BEAT: 2012 BTOB DEBUT & HISTORY | - Lançamento: 19 de Dezembro de 2012 - Gravadora: Cube Entertainment - Formatos: 2 DVDs + Photobook                      |
| 2014 | BTOB FIRST FAN MEETING                  | - Lançamento: 4 de Dezembro de 2014 - Gravadora: Cube Entertainment - Formatos: 2 DVDs + Photobook                       |
| 2015 | BTOB 1ST CONCERT HELLO MELODY LIVE      | - Lançamento: 18 de Março de 2015 - Gravadora: Cube Entertainment - Formatos: 2 DVDs + Photobook                         |
| 2015 | 2015 BTOB 괜찮아요 스페셜               | - Lançamento: 18 de Dezembro de 2015 - Gravadora: Cube Entertainment - Formatos: 2 DVDs + Photobook                      |
| 2016 | 2015-16 BTOB Born To Beat TIME CONCERT  | - Lançamento: 5 de Julho de 2016 - Gravadora: Cube Entertainment, KT Music & Play Company - Formatos: 3 DVDs + Photobook |

## Videoclipes

### Coreano
| Ano  | Título                                   | Duração |
| ---- | ---------------------------------------- | ------- |
| 2012 | 비밀 (Insane)                            | 3:52    |
| 2012 | 아버지 (Father)                          | 3:42    |
| 2012 | 그 입술을 뺏었어 (Irresistible Lips)     | 3:58    |
| 2012 | WOW                                      | 3:39    |
| 2012 | 사랑밖에 난 몰라 (Lover Boy)             | 3:37    |
| 2013 | 두 번째 고백 (2nd Confession)            | 4:14    |
| 2013 | 내가 니 남자였을때 (When I Was Your Man) | 3:49    |
| 2013 | 스릴러 (Thriller)                        | 3:30    |
| 2014 | 뛰뛰빵빵 (Beep Beep)                     | 3:46    |
| 2014 | 넌 감동이야 (You’re So Fly)              | 4:02    |
| 2014 | 울어도 돼 (You Can Cry)                  | 3:42    |
| 2014 | 울면 안 돼 (The Winter's Tale)           | 4:28    |
| 2015 | 괜찮아요 (It's Okay)                     | 6:30    |
| 2015 | 집으로 가는 길 (Way Back Home)           | 8:00    |
| 2016 | 봄날의 기억 (Remember That)              | 4:22    |
| 2016 | I'll Be Your Man                         | 3:47    |
| 2017 | MOVIE                                    | 3:59    |
| 2018 | Beautiful Pain                           | 4:01    |

### Japonês
| Ano  | Título                       | Duração |
| ---- | ---------------------------- | ------- |
| 2014 | WOW (JPN ver)                | 3:39    |
| 2015 | 未来（あした）(Mirai Ashita) | 4:14    |
| 2015 | 夏色 MY GIRL                 | 4:15    |
| 2016 | Dear Bride                   | 5:03    |
| 2016 | L.U.V                        | 5:07    |
| 2016 | 君だけを Christmas Time      | 5:25    |

### Versões especiais
| Ano  | Título                                             | Duração |
| ---- | -------------------------------------------------- | ------- |
| 2012 | WOW (Dance Version)                                | 3:42    |
| 2013 | 두 번째 고백 (2nd Confession) (PJ Version)         | 3:56    |
| 2013 | 스릴러 (Choreography Practice Video)               | 3:18    |
| 2014 | 뛰뛰빵빵 (Beep Beep) (Choreography Practice Video) | 3:29    |
| 2015 | 괜찮아요 (It's Okay) (Dance Ver)                   | 4:07    |

### Aparições em videoclipes
Algumas das aparições dos membros em videoclipes de outros artistas
| Ano  | Título                  | Artista   | Membro(s) |
| ---- | ----------------------- | --------- | --------- |
| 2010 | "맛좋은 산 (Tasty San)" | San E     | Peniel    |
| 2013 | "24/7"                  | 2YOON     | BtoB      |
| 2013 | "Oops"                  | G.NA      | Ilhoon    |
| 2014 | "Stress Come On"        | Big Byung | Sungjae   |
| 2015 | "Ojingeo Doenjang"      | Big Byung | Sungjae   |
| 2015 | "Cinderella Time"       | NC.A      | Sungjae   |
| 2015 | "Because I'm The Best"  | Hyuna     | Ilhoon    |

## Filmografia

### Convidados em programa de variedades
| Ano  | Título                     | Canal   | Notas                               |
| ---- | -------------------------- | ------- | ----------------------------------- |
| 2012 | Amazon                     | Mnet    | —                                   |
| 2012 | MTV Diary                  | SBS MTV | Junto com MYNAME, JJ Project e VIXX |
| 2013 | B+ Diary                   | SBS MTV | —                                   |
| 2013 | Romantic and Idol Season 2 | tvN     | Convidado regular (Minhyuk)         |
| 2014 | Cool Men                   | SBS MTV | —                                   |
| 2015 | We Got Married             | MBC     | Convidado regular (Sungjae)         |
| 2017 | Law of the Jungle          | SBS     | Peniel, Sungjae                     |

### Série de vídeos no Youtube
Série de vídeos postados no canal oficial da Cube Entertainment no Youtube. São documentários em vídeo gravados pelos membros do grupos e da equipe durante as promoções do BtoB.
| Ano       | Título                  | Apresentador | Notas                                                                                 |
| --------- | ----------------------- | ------------ | ------------------------------------------------------------------------------------- |
| 2012      | Hyunsik's Sik's Sense   | Hyunsik      | 1ª temporada, 7 episódios                                                             |
| 2012      | Hyunsik's Sik's Sense   | Hyunsik      | 2ª temporada, 6 episódios                                                             |
| 2013      | Hyunsik's Sik's Sense   | Hyunsik      | 4 clipes especiais                                                                    |
| 2013-2014 | Manager Self-Camera     | —            | —                                                                                     |
| 2014      | Black Box               | —            | Conhecido também comoManager Self-Camera Season 2                                     |
| 2014      | The Beat (1ª temporada) | Changsub     | Parte da CUBETV                                                                       |
| 2015      | The Beat (2ª temporada) | Changsub     | —                                                                                     |
| 2015      | The Beat (3ª temporada) | Eunkwang     | —                                                                                     |
| 2016      | The Beat: Extra         | —            | —                                                                                     |
| 2016      | The Beat (4ª temporada) | BtoB         | Todos os membros fizeram um episódios, escolhendo um tema pra seu respectivo episódio |
| 2016-2017 | Bitcom (비트콤)         | —            | O título é uma piada sobre o cotidiano do BtoB ser uma sitcom                         |
| 2017      | The Beat (5ª temporada) | Peniel       | —                                                                                     |

#### I'll be Your Melody
Série de vídeos do BtoB fazendo convers de músicas no canal oficial da Cube Entertainment no Youtube.
| Membro   | 1ª temporada                  | Cantor(a) original | 2ª temporada        | Cantor(a) original | 3ª temporada            | Cantor(a) original |
| -------- | ----------------------------- | ------------------ | ------------------- | ------------------ | ----------------------- | ------------------ |
| Eunkwang | "I Miss You"                  | Kim Bum Soo        | "Last Love"         | Kim Bum Soo        | "You Are My Lady"       | Jungyup            |
| Minhyuk  | "Open"                        | G.Soul             | "Sometimes"         | Crush              | "Wash Away" (com Heota) | Geeks              |
| Changsub | "After The Love"              | Ha Dong-kyun       | "Knots"             | Ha Dong-kyun       | "Regret It"             | 4men               |
| Hyunsik  | "Bus Stop"                    | Busker Busker      | "If"                | Jeon Woo-sung      | "Are You Listening?"    | Swings             |
| Peniel   | "Pretty Enough" (com Sungjae) | Verbal Jint        | "I'm Yours"         | Jason Mraz         | —                       | —                  |
| Ilhoon   | "Missing You"                 | G-Dragon           | "If I Die Tomorrow" | Beenzino           | "Roll Deep (remix)"     | Hyuna              |
| Sungjae  | "Etude of Memory"             | Kim Dong Ryul      | "Confession"        | Jung Joon-il       | "Yesterday"             | XIA                |

## Programas de televisão

### Séries
Lista de aparições e participações em séries de TV
| Ano  | Título                        | Membro                              | Personagem           | Canal | Notas                                               |
| ---- | ----------------------------- | ----------------------------------- | -------------------- | ----- | --------------------------------------------------- |
| 2012 | I Live in Cheongdam-dong      | Eunkwang, Minhyuk, Hyunsik, Ilhoon  | Invincible Cheongdam | JTBC  | Feito durante sua pré-estreia com Minwoo de C-Clown |
| 2013 | The Heirs                     | BtoB                                | Eles mesmo           | SBS   | Participação especial no 4º episódio                |
| 2013 | Monstar                       | Hyunsik, Changsub, Minhyuk, Sungjae | Men In Black         | Mnet  | Apareceram apenas nos episódios 1, 2, 6 e 9         |
| 2013 | SNL Korea                     | BtoB                                | Eles mesmo           | tvN   | Convidados no 30º episódio                          |
| 2013 | When a Man Falls in Love      | BtoB                                | Eles mesmo           | MBC   | Participação especial no episódio 8                 |
| 2015 | The Village: Achiara's Secret | BtoB                                | Eles mesmo           | SBS   | Participação especial no episódio 14                |

### Programas de variedades
Aparições regulares ou participações especiais em programas de variedades.
| Ano       | Título                                  | Membro(s)                                  | Canal      | Notes                                                                                     |
| --------- | --------------------------------------- | ------------------------------------------ | ---------- | ----------------------------------------------------------------------------------------- |
| 2012      | Gurupop Show                            | BtoB                                       |            | Episódio 11                                                                               |
| 2012-2016 | Weekly Idol                             | BtoB (com4minute)                          | MBC Every1 | Episódio 43 Convidados para o episódio de 4minute                                         |
| 2012-2016 | Weekly Idol                             | BtoB                                       | MBC Every1 | Episódios 66, 98, 113, 136 e 206                                                          |
| 2012-2016 | Weekly Idol                             | BtoB (com Apink)                           | MBC Every1 | Episódio 156 Especial de 3º aniversário da Weekly Idol                                    |
| 2012-2016 | Weekly Idol                             | Sungjae, Ilhoon                            | MBC Every1 | Episódio 179 Com Big Byung e Bomi do Apink np 4º Weekly Idol Awards                       |
| 2012-2016 | Weekly Idol                             | BtoB                                       | MBC Every1 | Episódio 260 e 261 Com Got7, Twice e GFriend no Especial de 5º aniversário de Weekly Idol |
| 2013-2016 | After School Club                       | BTOB                                       | Arirang    | Episódio 23, 47, 65, 109 e 206                                                            |
| 2013-2016 | Idol Star Athletics Championships       | BtoB                                       | MBC        | 2013 Idol Star Athletics Championships                                                    |
| 2013-2016 | Idol Star Athletics Championships       | BtoB                                       | MBC        | 2014 Idol Star Athletics Championships                                                    |
| 2013-2016 | Idol Star Athletics Championships       | BtoB                                       | MBC        | 2015 Idol Star Athletics Championships                                                    |
| 2013-2016 | Idol Star Athletics Championships       | BtoB                                       | MBC        | 2016 Idol Star Athletics Championships                                                    |
| 2013      | We Got Married Global Edition           | Ilhoon, Minhyuk                            | MBC        | Episode 7 e 8 Convidados por Lee Hong-gi do F.T. Island e Mina Fujii                      |
| 2013      | A Song For You, 2ª temporada            | BtoB                                       | KBS World  | Episódio 6 (com VIXX                                                                      |
| 2014      | Beatles Code 3D                         | Sungjae, Ilhoon, Minhyuk, Eunkwang         | Mnet       | —                                                                                         |
| 2014      | A Song For You, 3ª temporada            | BtoB                                       | KBS World  | Episódio 1                                                                                |
| 2014      | A Song For You, 3ª temporada            | BtoB                                       | KBS World  | Episódio 17                                                                               |
| 2014      | America's Next Top Model, 21ª temporada | BtoB                                       | The CW     | —                                                                                         |
| 2015      | Star King                               | Minhyuk, Eunkwang                          | SBS        | Episódio 399                                                                              |
| 2016      | The Boss Is Watching                    | BtoB                                       | SBS        | —                                                                                         |
| 2016      | Enter-K                                 | BtoB                                       | YTN        | —                                                                                         |
| 2016      | Let's Go! Dream Team, 2ª temporada      | Eunkwang, Minhyuk, Hyunsik, Peniel, Ilhoon | KBS        | Episódio 335 e 336                                                                        |
| 2016      | Battle Trip                             | Eunkwang, Hyunsik, Sungjae                 | KBS        | —                                                                                         |